# Носенко Іван Сидорович
Іван Сидорович Носенко (також Іван Ісидорович Носенко, 1 травня 1902, село Берлевець Орловської губернії — 2 серпня 1956, Москва) — державний діяч СРСР, міністр суднобудівної промисловості СРСР, інженер-контр-адмірал. Кандидат у члени ЦК КПРС у 1941—1956 роках, депутат Верховної Ради СРСР 4-го скликання. Сват комуністичного воєначальника Костянтина Телєгіна. Батько відомого радянського перебіжчика Юрія Носенка.

## Біографія
Народився в родині нащадків козаків — переселенців з України.
У 1914 році почав працювати розсильним на суднобудівному заводі «Наваль» у Миколаєві; з 1916 — автогенний зварювальник. У 1917–1920 роках — наймитував на хуторі Новобогуславка Миколаївської губернії.
У 1920–1921 роках — асистент, пізніше — інспектор відділу охорони праці в Миколаївському губернському відділі профспілок. У 1921–1922 роках — продармієць.
У 1922 році повернувся на суднобудівний завод «Наваль» на посаду табельника.
У 1924–1928 роках навчався в Миколаївському кораблебудівному інституті. У 1927 році народився син Юрій.
У 1924–1935 роках — майстер, завідувач плавучим будинком відпочинку, головний механік, начальник судо-монтажного цеху, начальник конструкторського відділу, головний будівельник об'єктів на заводі імені Марті.
У 1935–1937 роках — головний інженер суднобудівного заводу № 196 «Судомех» в Ленінградській області. У 1937 році — головний інженер тресту № 14 Другого головного управління наркомату оборонної промисловості СРСР в Ленінграді.
У 1937–1939 роках — головний інженер, директор Балтійського заводу в Ленінграді.
З січня 1939 року — 1-й заступник наркома, з 17 травня 1940 року — народний комісар суднобудівної промисловості СРСР.
Під час Другої світової війни, з вересня 1941 по лютий 1942 року — одночасно 1-й заступник наркома танкової промисловості СРСР.
19 березня 1946 року звільнений з посади і призначений заступником міністра суднобудівної промисловості СРСР.
З 29 грудня 1947 року по 10 січня 1950 — міністр транспортного машинобудування СРСР.
З січня 1950 по жовтень 1952 року — 1-й заступник міністра суднобудівної промисловості СРСР.
З 31 жовтня 1952 по 5 березня 1953 року — міністр суднобудівної промисловості СРСР.
У березні—червні 1953 року — 1-й заступник міністра транспортного і важкого машинобудування СРСР.
З 29 червня 1953 по 19 квітня 1954 року — міністр транспортного і важкого машинобудування СРСР.
З 19 квітня 1954 по 2 серпня 1956 року — міністр суднобудівної промисловості СРСР.
Труп кремований, урна замурована у Кремлівську стіну на Красній площі Москви.

## Нагороди
Нагороджений трьома орденами Леніна, орденом Нахімова I ступеня, трьома орденами Трудового Червоного Прапора, орденом Червоної Зірки, орденом «Знак Пошани».